# Prepona laertes
Espèce
Prepona laertes  est une espèce d'insectes lépidoptères (papillons) de la famille des Nymphalidae, de la sous-famille des Charaxinae, de la tribu des Preponini et du genre Prepona.

## Description
C'est un grand papillon d'une envergure d'environ 88 mm, à face dorsale bleue et noire. Ce dessus présente une ornementation de bleu et de noir très variable, très foncé, presque noir avec une large tache bleu métallisé aux ailes antérieures et aux ailes postérieures laissant une large bordure noire et une partie basale noire plus ou moins large jusqu'au remplacement du bleu brillant par du bleu noir .
Le revers est beige tacheté.

## Biologie

### Plantes hôtes
Les larves se nourrissent sur des espèces d'arbres de la famille des Fabaceae, des Inga (Inga vera, Inga ruiziana) et Andira inermis.

## Écologie et distribution
Prepona laertes est présent en Amérique Centrale et dans tout le nord de l'Amérique du Sud, au Mexique, Guatemala, Honduras, à Panama, au Costa Rica, à Trinidad, en Équateur, au Surinam, en Guyane, en Colombie, au Pérou, au Venezuela, en Bolivie et au Brésil,.

### Biotope
Ils résident dans les zones où poussent leurs plantes hôtes, des Fabaceae d'Amérique du Sud et en particulier les Pois doux.

## Systématique
L'espèce Prepona laertes a été décrit par l'entomologiste allemand Jakob Hübner en 1811 sous le nom initial de Potamis superba laertes . La localité type est le Brésil.

### Noms vernaculaires
Prepona laertes  se nomme Shaded-Blue Leafwing ou Laertes prepona en anglais et Prepona laertes octavia Yellow-tufted Prepona.

### Taxinomie
Il existe quatre sous-espèces :
- Prepona laertes laertes (Hübner, 1811)

Synonymie pour cette sous-espèce
Potamis laërtes  (Hübner, 1811)
Morpho omphale (Hübner, 1819)
Prepona laertes pallidior (Fruhstorfer, 1904)
Prepona omphale 
- Prepona laertes demodice (Godard, 1824)

Synonymie pour cette sous-espèce
Nymphalis demodice (Godart, 1824)
Prepona laertes ikarios (Fruhstorfer, 1904)
Prepona laertes penelope (Fruhstorfer, 1904) 
Prepona laërtes pallantias (Fruhstorfer, 1916)
Prepona laërtes  agathus (Fruhstorfer, 1916)
Prepona omphale renea (Fruhstorfer, 1916)
Prepona omphale abulonia (Fruhstorfer, 1916)
Prepona omphale devioletta (Fassl, 1922)
Prepona lesounderi (Le Moult, 1932)
Prepona laërtes guaraunes (Le Moult, 1932)
Prepona joiceyi bouvieri (Le Moult, 1932)
Prepona joiceyi poleti (Le Moult, 1932)
Prepona joiceyi paraënsis (Le Moult, 1932)
Prepona joiceyi pebana (Le Moult, 1932)
Prepona joiceyi tapajona (Le Moult, 1932)
Prepona pseudojoiceyi (Le Moult, 1932)
Prepona omphale smithi (Le Moult, 1932)
Prepona omphala moureaui (Le Moult, 1932)
Prepona philipponi (Le Moult, 1932)
Prepona philipponi maroniensis (Le Moult, 1932)
Prepona rothschildi (Le Moult, 1932)
Prepona rothschildi amazonica (Le Moult, 1932)
Prepona rothschildi cuyabensis (Le Moult, 1932)
Prepona lilianae (Le Moult, 1932)
Prepona lilianae yanowskyi (Le Moult, 1932)
Prepona lilianae favareli (Le Moult, 1932)
Prepona lilianae blanci (Le Moult, 1932)
Prepona pseudomphale (Le Moult, 1932) La sous-espèce Prepona laertes demodice (Godard, 1824) a été décrite sous le nom de Prepona pseudomphale par Le Moult en 1932 et ses formes Prepona pseudomphale guiensis en Guyane. Le nom de Prepona pseudomphale se retrouve dans les publications françaises et dans les collections des musées français.
Prepona pseudomphale reducta (Le Moult, 1932)
Prepona pseudomphale violaceopunctata (Le Moult, 1932)
Prepona pseudomphale circumviolacea (Le Moult, 1932)
Prepona pseudomphale aloisi (Le Moult, 1932)
Prepona pseudomphale delormei (Le Moult, 1932)
Prepona pseudomphale decellei (Le Moult, 1932)
Prepona pseudomphale foucheri (Le Moult, 1932)
Prepona pseudomphale guiensis (Le Moult, 1932)
Prepona pseudomphale yahnas (Le Moult, 1932)
Prepona pseudomphale talboti (Le Moult, 1932)
Prepona pseudomphale buenavista (Le Moult, 1932)
Morpho laertes (Fabricius, 1938)
- Prepona laertes louisa (Butler, 1870)

Synonymie pour cette sous-espèce
Prepona omphale amesia (Fruhstorfer, 1905)
Prepona joiceyi (Le Moult, 1932)
Prepona joiceyi horracki (Le Moult, 1932)
Prepona joiceyi violacea (Le Moult, 1932)
Prepona joiceyi overlaeti (Le Moult, 1932)
Prepona joiceyi pseudodives (Le Moult, 1932)
Prepona pseudojoiceyi trinitensis (Le Moult, 1932)
Prepona rothschildi venezuelensis (Le Moult, 1932)
Prepona pseudomphale orinocensis (Le Moult, 1932)
- Prepona laertes octavia (Fruhstorfer, 1905)

Synonymie pour cette sous-espèce
Prepona omphale amesia (Fruhstorfer, 1905)
Prepona joiceyi naranjensis (Le Moult, 1932)
Prepona pseudojoiceyi apollinari (Le Moult, 1932)
Prepona pseudojoiceyi fonquerniei (Le Moult, 1932)
Prepona pseudojoiceyi draudti (Le Moult, 1932)
Prepona omphale subdives (Le Moult, 1932)
Prepona omphale caucensis (Le Moult, 1932)
Prepona omphale aquacensis (Le Moult, 1932)
Prepona omphale guatemalensis (Le Moult, 1932)
Prepona omphale panamensis  (Le Moult, 1932)
Prepona omphale schausi (Le Moult, 1932)
Prepona pseudomphale lichyi (Le Moult, 1932)
Prepona subomphale (Le Moult, 1932)

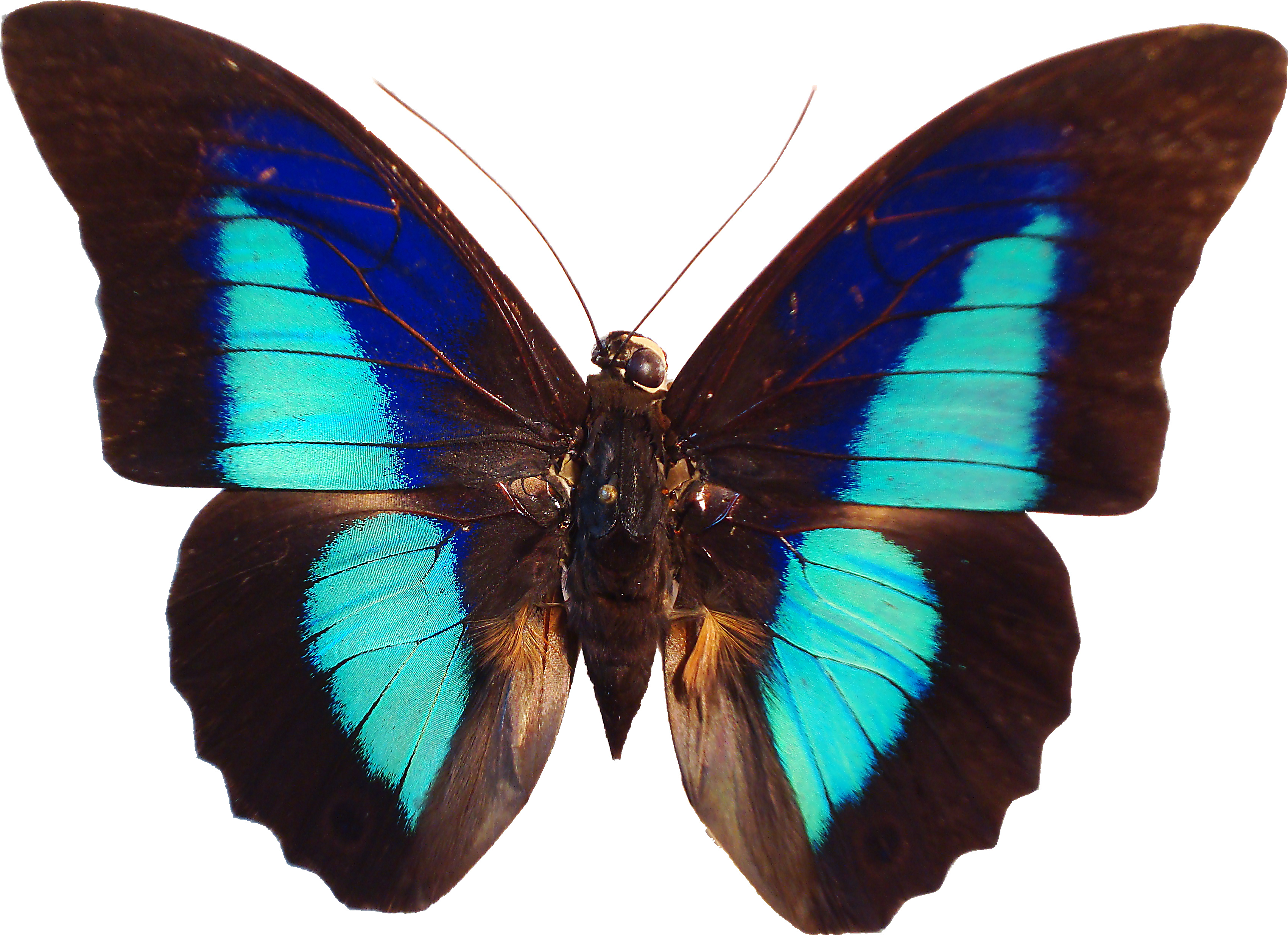
Prepona laertes octavia (Belize)

## Prepona laerteset l'Homme

### Protection
Pas de statut de protection particulier.